# 锐捷列车
锐捷列车或铁路喷射列车（官方拼写为，简称）是奥地利联邦铁路（ÖBB）和捷克铁路(ČD)运营的一款干线高速列车，同时也是一个在奥地利、德国和匈牙利间通用的列车类别。它于2008年9月15日首次公诸于世，并自2008/2009年的新时刻表中开始商业运营，其运营时速最高可达230km/h，为全球除高速鐵路機車以外，运营速度最快的机车牵引列车。截至2012年7月中旬，西门子希默灵工厂共向ÖBB生产交付了51组railjet列车。

## 概念
与其它大多数使用动力分散式技术的铁路运营商不同，奥地利联邦铁路在高速铁路上采用的是由机车牵引车辆的动力集中式技术。railjet列车每节车厢之间由壁式车钩相连接，并在末端通常设有螺旋车钩，使得它们能够由现行的机车所牵引。刚性车钩的缓冲区域则由车厢间的密闭式走廊连接。车厢连接处配备有防火门，通常都处于开放状态。
railjet列车将动力分散式及动力集中式的特点结合了起来。理论上列车可任意解编或加挂单节车厢以适应交通流量的变化。但在實務中这并没有得到应用，列车在旅客流量特别高的线路中采用的是两组重联的方式。内部空间尽管基本采用传统的动力集中式技术，但舒适度却与动力分散式相当，并且车厢间不设有通道门。
作为高速列车，230km/h的速度极限没有成为railjet在运营过程中的一大缺陷，这是由于其所承运的线路中，高速铁路路段仅占很小的一部分。此外，railjet也并不采用例行的席别分级系统。在这里一等车厢及二等车厢被分别更名为头等舱（First）及经济舱（Economy）；并且增加了全新的商务舱（Business）。经济舱则是列车的主要组成部分。
针对railjet也有一些批评的声音。批评者的意见包括指责列车的行李储存空间及滑雪器材的储存空间不足（列车会经过滑雪胜地），偶尔还会出现座位不足的情况；并且大部分往来于奥地利和瑞士的railjet都会出现不同程度的晚点。此外，缺乏自行车停放空间也常被批评者所诟病。

## 历史

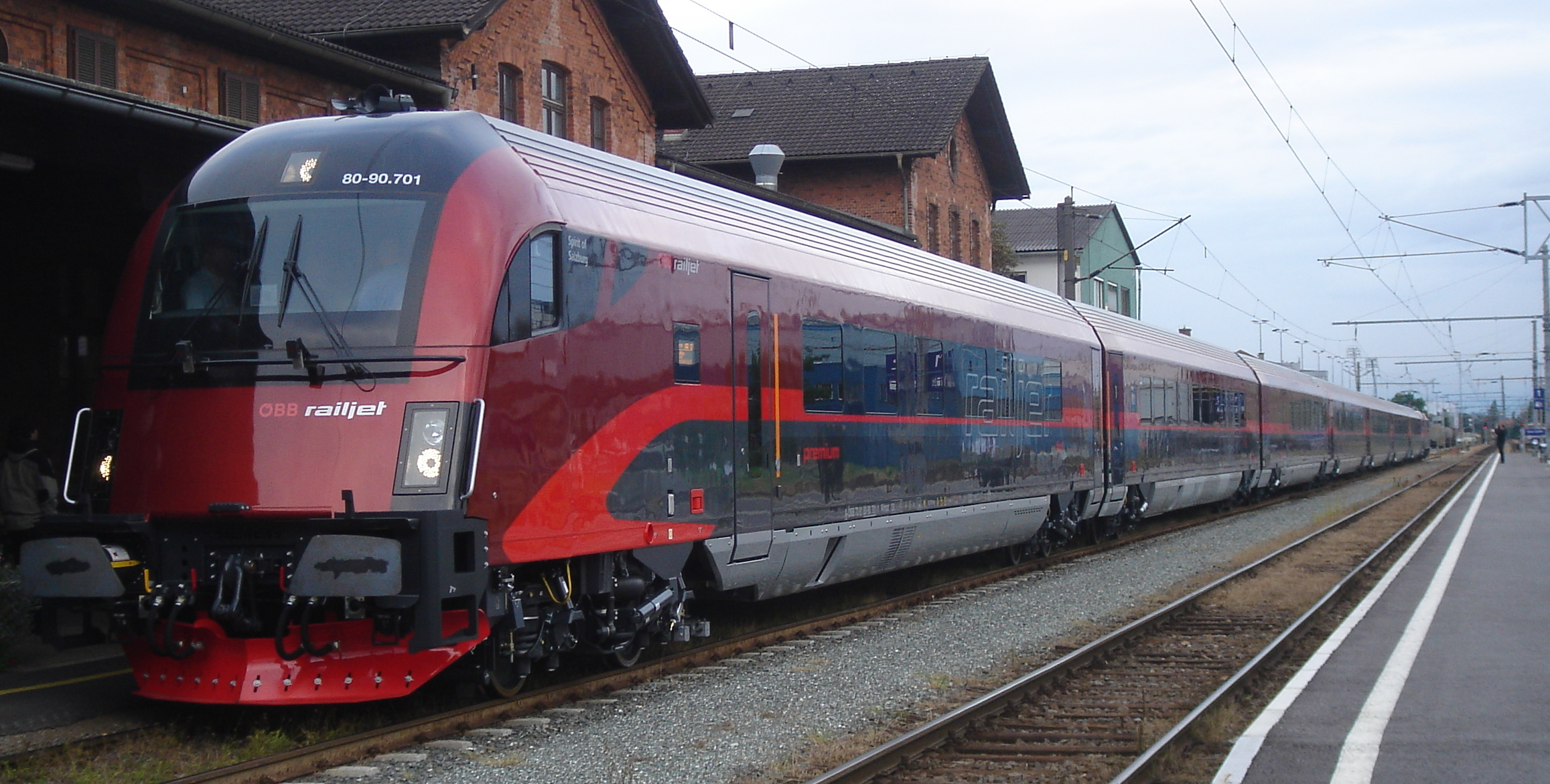
Railjet“萨尔茨堡精神”号

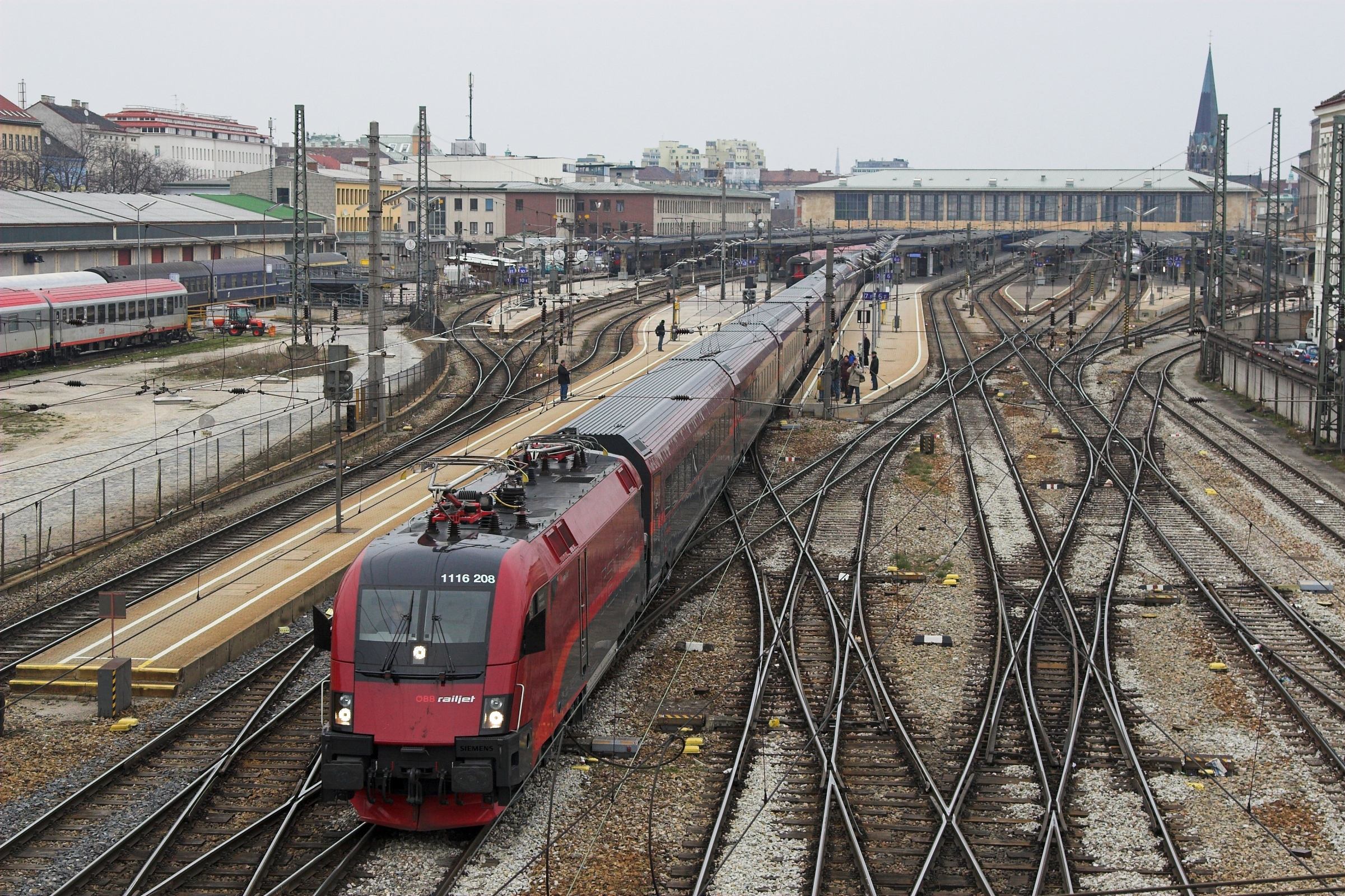
正在驶离维也纳西站的railjet

railjet列车的订购计划由奥地利联邦铁路最早于2005年公布，参与竞标的公司包括西门子交通、庞巴迪运输和CAF。2006年2月9日，在奥地利联邦铁路的监事会会议上通过了一项价值2.45亿欧元购买23套车组的计划，并提供在2015年前额外增加40列车组的选购权。最终西门子获得了这份合同，列车车身及内饰的整体设计制造均在西门子设于维也纳及格拉茨的工厂完成。车厢于2006年11月开始生产，首组列车于2007年8月在维也纳工厂总装完成，并于2008年4月21日首次上线运行。至2009年12月，首批23组列车已全数交付使用。
2007年10月，奥地利联邦铁路监事会行使其选购权，进一步向西门子额外订购44组列车，合同总价值达5.4亿欧元。2010年12月，捷克铁路与奥地利联邦铁路达成协议，宣布将从奥地利联邦铁路接收其选购合同中的最后16组列车，这些车组会在捷克境内配合斯柯达公司制造的捷克铁路380型电力机车一同使用。2011年9月，西门子同意出售16组列车至捷克，将在2013至2014年间交付，并将投入布尔诺至布拉格之间，以及跨境长途运输至奥地利、德国、匈牙利和斯洛伐克等线路的运营。然而2012年4月，捷克铁路以资金有限为由取消了这笔订单。
奥地利联邦铁路的railjet列车在2012年已增加至50组，其首要目标是替换原有的奥地利欧城列车，并最终以railjet网络取代辖下所有的动车组列车（例如ICE-T）。2008年7月12日，一列四节编组的railjet列车在圣瓦伦丁至阿姆施泰滕间以275km/h的速度创造了奥地利列车新的速度纪录。
由于旅客的不满，原railjet酒吧座席现被全面改造为餐厅座席。从第38号车组列车开始都已配备餐车，这组列车是在2011年7月15日的客运服务中首次亮相。目前大多数的酒吧座席都已完成改造，因此它们都配备有餐车。餐车的改造工作同时也联合开展ETCS-L2的安装一同进行，使列车可以在2012年12月奥地利西部铁路改造完成后与其采用新的欧洲列车控制系统兼容。此外，列车还决定装备免费的无线局域网连接，相应的修改工作首先在2012年上半年开始，计划至2012年底全部列车都将配备餐车及无线网络连接。
第49号车组全列采用“奥地利铁路175周年”的纪念涂装；第50号车组的机车（编号Rh 1116.250）则漆有“警察”的广告涂装并至少以此涂装运营一年。2012年7月，奥地利联邦铁路订购的最后一列51号车组交付使用。
2012年8月23日，捷克铁路再度宣布订购7列7节编组的railjet车厢，另加8列8节编组的选购权，其预算为1亿欧元，计划在2014年开始交付。
2020年，奧地利鐵路宣布訂購27列9節編組新世代railjet車廂，另加33列7節編組新世代nightjet車廂訂單，與現行世代不同的是：駕駛控制拖車由奥地利1116型电力机车之車頭造型改為西門子Vectron相同之車頭造型，且除了機車頭後方之头等舱車廂以及駕駛拖車之經濟艙車廂保留原有高度外，其餘7節中間車廂之中央區域皆採無障礙低底盤設計結構。
2023年，奧地利鐵路宣布向施泰德鐵路（Stadler Rail AG）訂購14列6節編組第三代railjet雙層電聯車，此批訂單首度以「動力分散式列車」方式編組的railjet車型，預計2026年交付。

## 列车编组

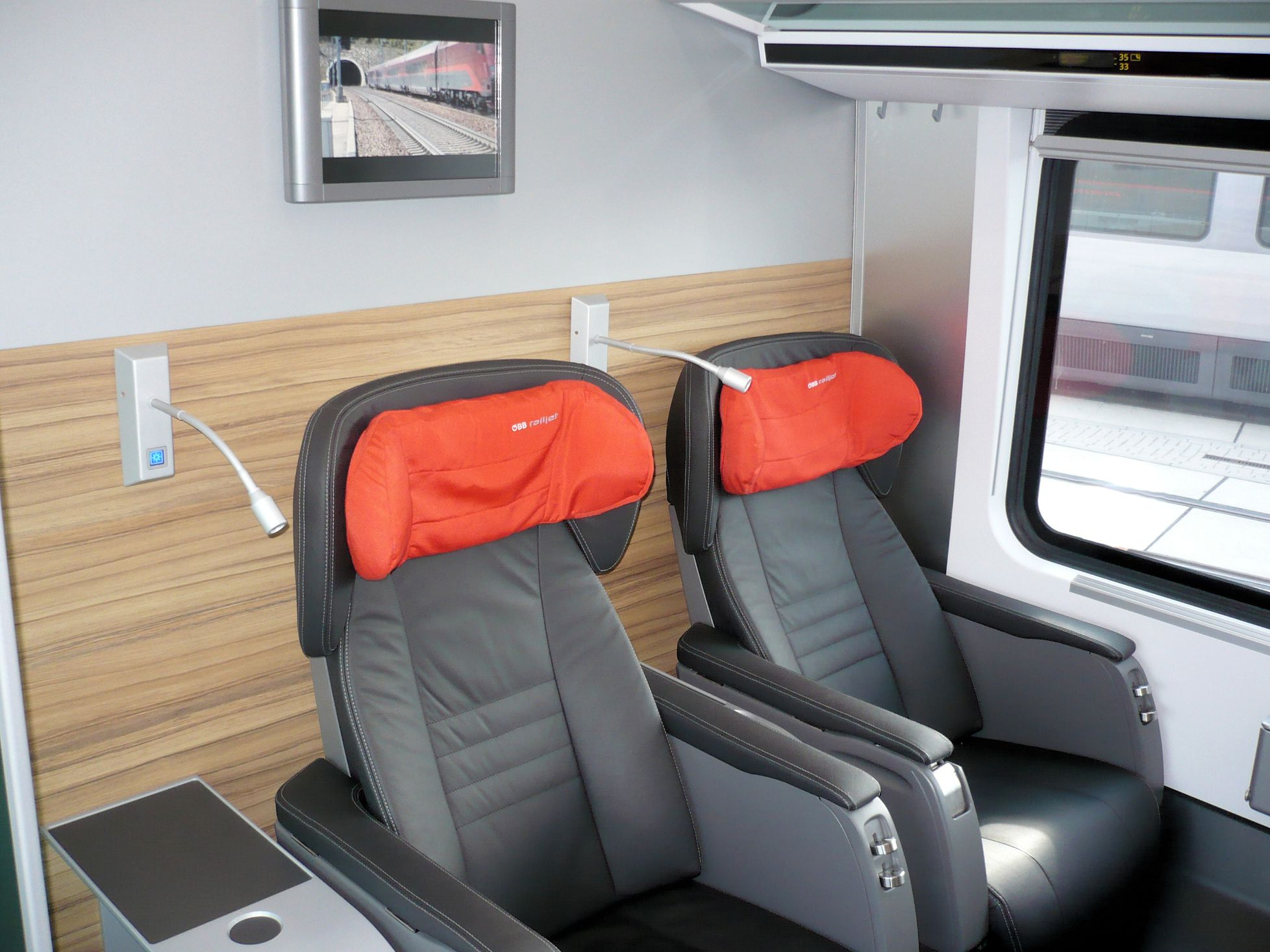
商务舱座席

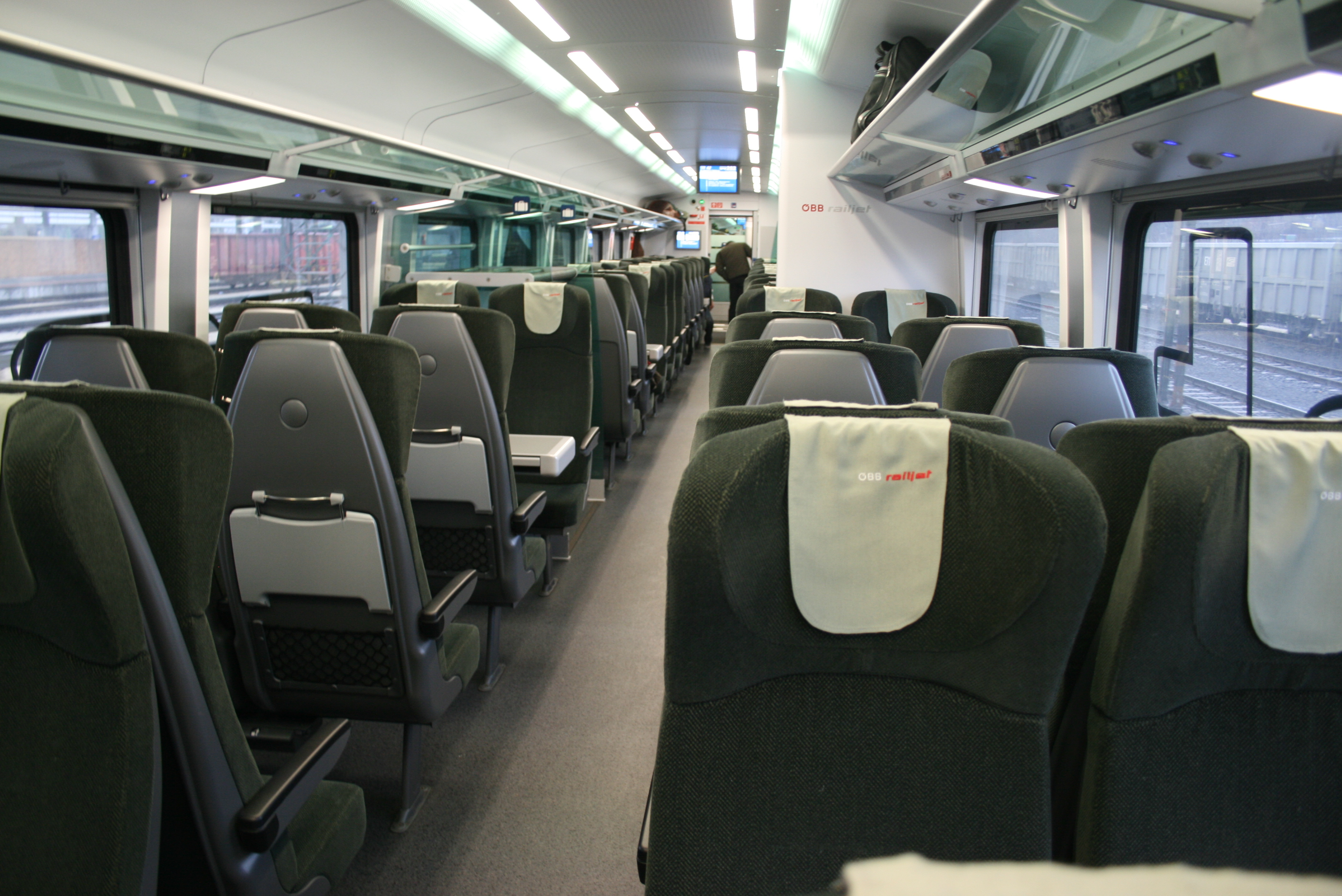
经济舱座席

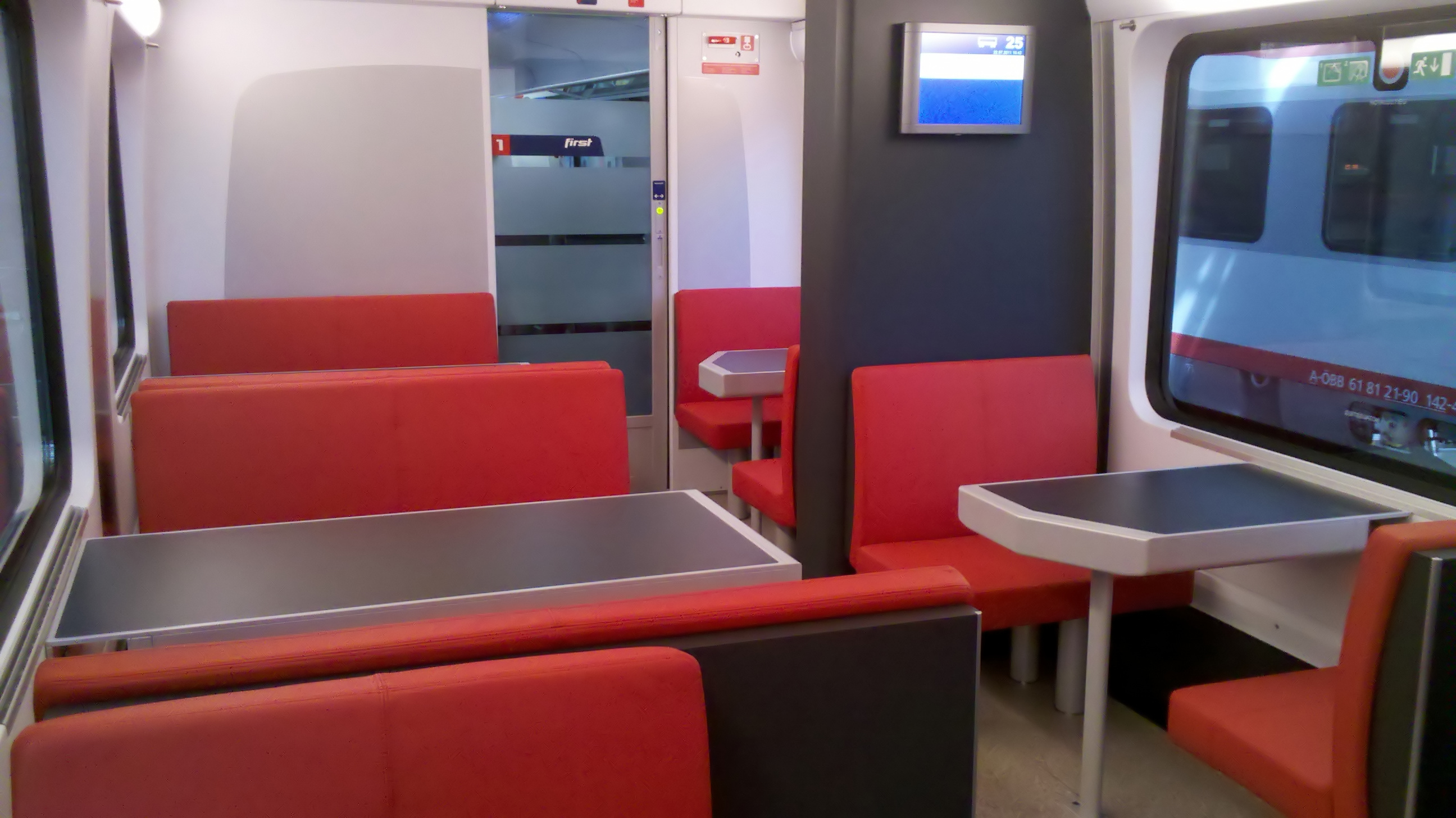
由酒吧间改造为餐车的空间

每组railjet由全长185米的钢制结构动力集中式列车构成，包括一节控制车和六节中间车。全列共提供408个坐席，其中头等舱设有55座的开放座车及10座带厨房的混合座车；经济舱设有3节80座的开放座车及76座配备单侧缓冲装置的家庭座车；商务舱设于控制车内，提供16个座席。三舱级别的分类是参照西班牙的AVE及连接英法比的欧洲之星的基础上设定的。除了头等舱和商务舱设有独立的厨房，可为该两舱提供相当于常规一等车厢标准的座位服务（Am-Platz-Service）外，列车内还为经济舱设有一个14座的餐车空间。其它的服务设施还包括一间残疾人厕所、设于每个出口的轮椅升降器、为儿童提供的儿童影院及儿童座椅等，然而列车并未设有自行车停放空间。搭乘商务舱需要支付15欧元的附加费，费用包含车内的饮品、报纸及座位服务，这一舱别自2012年4月1日起取代了此前设置但没有得到充分利用的高端舱（Premium-Klasse）。
列车图定由最高时速可达230km/h的1116型电力机车或1216型电力机车牵引，包含机车的全列长度为205米。若需增加载客量，列车可通过两组车体共14节车厢及2台机车重联运行实现。在正常情况下，车组和机车会一直保持连接状态。车厢可通过配电系统为全部四种UIC电压模式（AC1000V/16.7Hz或1500V/50Hz以及DC1500V或3000V）供电。全部51组列车都装配了德国和奥地利的列车控制器。此外，1-23号车组及机车还安装了可扩展至瑞士及匈牙利所使用的列车控制系统，29-31号车组及机车则仅安装了匈牙利所使用的Mirel控制系统。随着维也纳－聖帕爾滕间新建的奥地利西部铁路从2012年12月起开始使用ETCS Level 2系统，届时所有车组都将安装ETCS车载系统。

### 设计
列车的整个内部与外部设计权及railjet的商标由来自维也纳的专业战略设计公司Spirit Design所拥有。railjet的设计已荣获多项殊荣：2008年被奥地利交通、创新和技术部授予“创新技术奖（Createch Award）”；2009年获得德国设计师俱乐部授予的“优秀设计奖（Gute Gestaltung）”、北莱茵-威斯特法伦设计中心授予的“红点设计大奖”以及汉诺威通用广告设计论坛授予的“2009年消费者最喜爱奖（Consumer Favorite 09）”。此外还两次获得德国设计大奖提名（2009，2010）和一次奥地利国家设计奖提名（2009）。

### 編成表（現行世代，7節編組）
|                    | Railjet I ←蘇黎世、慕尼黑、法蘭克福方向維也納、柏林、布拉格方向→ |                     |                     |                     |                     |                                  |                                  |                                              |
| 車廂編號           | /                                                                | 1                   | 2                   | 3                   | 4                   | 5                                | 6                                | 7                                            |
| 型式（前51組）     | Rh 1116（ES64U2） /Rh 1216（ES64U4） （EMc）                     | Bmpz 8490.1xx （T） | Bmpz 2290.2xx （T） | Bmpz 2290.3xx （T） | Bmpz 2290.4xx （T） | ARbmpz 8590.5xx （Ts）           | Ampz 1990.6xx （Ts）             | Afmpz 8090.7xx （Tsc）                       |
| 型式（後9組）      | Rh 1116（ES64U2） /Rh 1216（ES64U4） （EMc）                     | Bmpz 8490.1xx （T） | Bmpz 2290.2xx （T） | Bmpz 2290.3xx （T） | Bmpz 2290.4xx （T） | Bmpz 2290.5xx （T）              | ARbmpz 8590.6xx （Ts）           | Afmpz 8090.7xx （Tsc）                       |
| 安裝機器           | CP、VVVF、Rc、SIV、Mtr、VCB                                      |                     |                     |                     |                     |                                  |                                  | CP                                           |
| 車廂等級（前51組） | /                                                                | 經濟艙（親子車廂）  | 經濟艙              | 經濟艙（靜音車廂）  | 經濟艙              | 頭等艙+餐車合造車                | 頭等艙                           | 頭等艙（靜音區）+商務包廂合造車 （帶駕駛艙） |
| 車廂等級（後9組）  | /                                                                | 經濟艙（親子車廂）  | 經濟艙              | 經濟艙（靜音車廂）  | 經濟艙              | 經濟艙                           | 頭等艙+餐車合造車                | 頭等艙+商務座席合造車 （帶駕駛艙）           |
| 載客量（前51組）   | /                                                                | 座位72              | 座位80              | 座位80              | 座位80              | 座位10（頭等艙）+3（無障礙座位） | 座位55                           | 座位16（商務包廂）+11（頭等艙（靜音區））    |
| 載客量（後9組）    | /                                                                | 座位72              | 座位80              | 座位80              | 座位80              | 座位80                           | 座位10（頭等艙）+3（無障礙座位） | 座位6（商務座席）+32（頭等艙）               |

### 編成表（新世代，9節編組）
|          | Railjet II ←蘇黎世、慕尼黑、法蘭克福、波隆那方向維也納、柏林、布拉格、布達佩斯方向→ |                                          |                                |                                    |                                   |                                        |                                        |                                        |                                        |                                 |
| 車廂編號 | /                                                                                   | 1                                        | 2                              | 3                                  | 4                                 | 5                                      | 6                                      | 7                                      | 8                                      | 9                               |
| 型式     | Rh 1293（Vectron MS） /Rh 2248（Vectron Dual Mode） （EMc/EDMc）                    | Ampz 1991.1xx （Ts）                     | Ampz 1991.2xx （Ts）           | BRmpz 8591.3xx （T）               | Bbmpvz 2891.4xx （T）             | Bmpz 2291.5xx （T）                    | Bmpz 2291.6xx （T）                    | Bmpz 2291.7xx （T）                    | Bmpz 2291.8xx （T）                    | Bfmpz 8091.9xx （Tc）           |
| 安裝機器 | CP、VVVF、Rc、SIV、Mtr、VCB                                                         |                                          |                                |                                    |                                   |                                        |                                        |                                        |                                        | CP                              |
| 車廂等級 | /                                                                                   | 頭等艙（靜音區）+商務包廂合造車          | 頭等艙+商務包廂合造車          | 經濟艙+餐車合造車                  | 經濟艙                            | 經濟艙                                 | 經濟艙                                 | 經濟艙（親子車廂）                     | 經濟艙                                 | 經濟艙（靜音車廂） （帶駕駛艙） |
| 載客量   | /                                                                                   | 座位8（商務包廂）+47（頭等艙（靜音區）） | 座位8（商務包廂）+39（頭等艙） | 座位12（經濟艙） +18（用餐區座位） | 座位42（經濟艙） +3（無障礙座位） | 座位72 （60席一般席+12席包廂，1間6席） | 座位72 （60席一般席+12席包廂，1間6席） | 座位72 （60席一般席+12席包廂，1間6席） | 座位72 （60席一般席+12席包廂，1間6席） | 座位70                          |

## 运营线路

### （法兰克福－）慕尼黑－维也纳－布达佩斯
railjet最早于2008年12月14日开始运营该线路，并采取两组列车重联的方式运行。其中维也纳－布达佩斯执行RJ40次及RJ41次，慕尼黑－维也纳－布达佩斯执行RJ63和RJ66次。在运营初期慕尼黑及维也纳之间还提供每日4对欧城列车及1对ICE列车服务；2009年4月起则有3对railjet列车、1对ICE列车和2对欧城列车往来于慕尼黑至奥地利首都之间；至2009年9月4日，仅剩的2对欧城列车已完全被railjet取代。
自2011年的时刻表更替起，railjet还在每周五、周六及周日提供布达佩斯－法兰克福的服务。每周六运行的列车则延长至威斯巴登及布达佩斯东站始发和终到。这是其在德国的商业运营时速首次达到230km/h。

### 维也纳－因斯布鲁克－苏黎世/布雷根茨
2009年6月railjet开始投入维也纳－萨尔茨堡－因斯布鲁克的服务，并在同年12月将该线路经布克斯延长至苏黎世或布雷根茨。维也纳至苏黎世间直至2010年6月还提供欧城列车服务，自那时起则完全交由railjet运营。在奥地利西部铁路扩建工程完成后，维也纳至萨尔茨堡的行车时间计划缩减至2小时15分，维也纳至因斯布鲁克间也将缩减至4小时内到达。

### 维也纳－格拉茨，维也纳－克拉根福－菲拉赫
2011年10月18日及2011年11月17日railjet分别开通了维也纳－格拉茨和维也纳－克拉根福－菲拉赫的列车服务。自同年12月的时刻表开始，维也纳至格拉茨的几乎所有客运列车服务都由railjet提供。然而railjet在这些线路的运行时间与普通的欧城列车或奥地利城际列车是完全一样的，这是由于奥地利南部铁路对所有列车限速160km/h。一些railjet列车还需要加挂补机以适应山区铁路崎岖的地形。